# Ungtyrkiske parti
|  | Sammenskrivningsforslag Artiklen Ungtyrkiske parti er foreslået føjet ind i Ungtyrkerne. (Siden januar 2017) Diskutér forslaget |

Det ungtyrkiske parti (tyrk. Jön Türkler) indledte sammen med Gazi Mustafa Kemal Pasa, Tyrkiets første præsident, et omfattende reform- og europæiseringsarbejde, der afskaffede islam som statsreligion og indførte det latinske alfabet i stedet for det arabiske. Kvinderne fik valgret, og det blev påbudt, at alle borgere skulle tage et efternavn.
| Historie | Spire Denne historieartikel er en spire som bør udbygges. Du er velkommen til at hjælpe Wikipedia ved at udvide den. |